# Dyskografia Kendricka Lamara
Dyskografia amerykańskiego rapera Kendricka Lamara obejmuje sześć albumów studyjnych, jeden albumy kompilacyjny oraz dwadzieścia singli.
Kendrick Lamar sprzedał na świecie ponad 7 milionów płyt w tym 4,5 miliona w Stanach Zjednoczonych. Debiutował na liście Billboard 200 pięć razy, w tym trzy razy na 1. miejscu. Jego utwór pod tytułem "HUMBLE." okrył się w Stanach siedmiokrotną platyną oraz zdobył 1. miejsce na listach przebojów w USA.

## Albumy

### Albumy studyjne
| Rok                                                     | Informacje | Najwyższe pozycje na listach | Najwyższe pozycje na listach | Najwyższe pozycje na listach | Najwyższe pozycje na listach | Najwyższe pozycje na listach | Najwyższe pozycje na listach | Najwyższe pozycje na listach | Najwyższe pozycje na listach | Najwyższe pozycje na listach | Sprzedaż                           | Certyfikat |
| Rok                                                     | Informacje | POL                          | US                           | US HH                        | AUS                          | CAN                          | FRA                          | IRL                          | NZ                           | UK                           | Sprzedaż                           | Certyfikat |
| ------------------------------------------------------- | --- | ---------------------------- | ---------------------------- | ---------------------------- | ---------------------------- | ---------------------------- | ---------------------------- | ---------------------------- | ---------------------------- | ---------------------------- | ---------------------------------- | --- |
| 2011                                                    | Section.80 - Wydany: 2 lipca 2011 - Wytwórnia: Top Dawg - Format: CD, digital download                                                                  | —                            | 113                          | 21                           | —                            | —                            | —                            | —                            | —                            | —                            | - Świat: 520,348 - US: 500,000     | - US: złoto |
| 2012                                                    | Good kid, m.A.A.d city - Wydany: 22 października 2012 - Wytwórnia: Top Dawg, Aftermath, Interscope - Format: CD, LP, digital download                   | —                            | 2                            | 1                            | 23                           | 2                            | 57                           | 26                           | 7                            | 16                           | - Świat: 1,894,333 - US: 1,720,000 | - AUS: platyna - CAN: złoto - DAN: platyna - NZL: platyna - UK: platyna - US: 3x platyna |
| 2015                                                    | To Pimp a Butterfly - Wydany: 16 marca 2015 - Wytwórnia: Top Dawg, Aftermath, Interscope - Format: CD, LP, digital download                             | —                            | 1                            | 1                            | 1                            | 1                            | 17                           | 6                            | 1                            | 1                            | - Świat: 1,215,162 - US: 1,000,000 | - AUS: złoto - DAN: platyna - UK: złoto - US: platyna - POL: złota płyta |
| 2017                                                    | Damn. - Wydany: 14 kwietnia 2017 - Wytwórnia: Top Dawg, Aftermath, Interscope - Format: CD, LP, digital download                                        | 24                           | 1                            | 1                            | 2                            | 1                            | 3                            | 2                            | 2                            | 2                            | - Świat: 4,038,000 - US: 3,000,000 | - AUS: złoto - AUT: złoto - DAN: 2x platyna - FRA: platyna - HOL: złoto - ITL: złoto - MEX: złoto - NOR: platyna - NZL: 2x platyna - POL: 2x platyna - RUS: 3x platyna - SZW: złoto - UK: złoto - US: 3× platyna |
| 2022                                                    | Mr. Morale & the Big Steppers - Wydany: 13 maja 2022 - Wytwórnia: PGLang, Top Dawg, Aftermath, Interscope - Format: CD, LP, digital download, streaming |                              |                              |                              |                              |                              |                              |                              |                              |                              |                                    | - DAN: złoto - FRA: złoto - NZL: platyna - POL: platyna - UK: złoto |
| 2024                                                    | GNX - Wydany: 22 listopada 2024 - Wytwórnia: PGLang, Interscope - Format: digital download, streaming                                                   |                              |                              |                              |                              |                              |                              |                              |                              |                              |                                    | |
| „—” oznacza, że album nie był notowany na danej liście. | |                              |                              |                              |                              |                              |                              |                              |                              |                              |                                    | |

### Albumy kompilacyjne
| Rok  | Informacje | Najwyższe pozycje na listach | Najwyższe pozycje na listach | Najwyższe pozycje na listach | Najwyższe pozycje na listach | Najwyższe pozycje na listach | Najwyższe pozycje na listach | Najwyższe pozycje na listach | Najwyższe pozycje na listach | Sprzedaż                        |
| Rok  | Informacje | US                           | US HH                        | AUS                          | CAN                          | FRA                          | IRL                          | NZ                           | UK                           | Sprzedaż                        |
| ---- | --- | ---------------------------- | ---------------------------- | ---------------------------- | ---------------------------- | ---------------------------- | ---------------------------- | ---------------------------- | ---------------------------- | ------------------------------- |
| 2016 | untitled unmastered. - Wydany: 4 marca 2016 - Wytwórnia: Top Dawg, Aftermath, Interscope - Format: CD, LP, digital download | 1                            | 1                            | 3                            | 1                            | 55                           | 9                            | 5                            | 7                            | - Świat: 314,059 - USA: 277,000 |

### Ścieżki dźwiękowe
| Rok  | Informacje | Najwyższe pozycje na listach | Najwyższe pozycje na listach | Najwyższe pozycje na listach | Najwyższe pozycje na listach | Najwyższe pozycje na listach | Najwyższe pozycje na listach | Certyfikaty                                            |
| Rok  | Informacje | US                           | US HH                        | AUS                          | CAN                          | FRA                          | NZ                           | Certyfikaty                                            |
| ---- | --- | ---------------------------- | ---------------------------- | ---------------------------- | ---------------------------- | ---------------------------- | ---------------------------- | ------------------------------------------------------ |
| 2018 | Black Panther: The Album - Wydany: 9 lutego 2018 - Wytwórnia: Top Dawg, Aftermath, Interscope - Format: CD, LP, digital download | 1                            | 1                            | 2                            | 1                            | 93                           | 2                            | - AUS: złoto - FRA: złoto - NZL: platyna - US: platyna |

## Single

### Jako główny artysta
| Rok                                                       | Tytuł                                                    | Najwyższe pozycje na listach | Najwyższe pozycje na listach | Najwyższe pozycje na listach | Najwyższe pozycje na listach | Najwyższe pozycje na listach | Najwyższe pozycje na listach | Najwyższe pozycje na listach | Najwyższe pozycje na listach | Certyfikat | Album                         |
| Rok                                                       | Tytuł                                                    | US                           | US R&BHH                     | US Rap                       | AUS                          | CAN                          | FRA                          | NZ                           | UK                           | Certyfikat | Album                         |
| --------------------------------------------------------- | -------------------------------------------------------- | ---------------------------- | ---------------------------- | ---------------------------- | ---------------------------- | ---------------------------- | ---------------------------- | ---------------------------- | ---------------------------- | --- | ----------------------------- |
| 2011                                                      | „HiiiPoWeR”                                              | —                            | —                            | —                            | —                            | —                            | —                            | —                            | —                            | | Section.80                    |
| 2012                                                      | „The Recipe” (gościnnie: Dr. Dre)                        | —                            | 38                           | 23                           | —                            | —                            | —                            | —                            | —                            | - US: platyna | Good Kid, m.A.A.d City        |
| 2012                                                      | „Swimming Pools (Drank)”                                 | 17                           | 3                            | 1                            | 67                           | 99                           | 59                           | —                            | 57                           | - DAN: platyna - GER: złoto - UK: złoto - US: 4x platyna | Good Kid, m.A.A.d City        |
| 2013                                                      | „Backseat Freestyle”                                     | —                            | 29                           | 22                           | —                            | —                            | —                            | —                            | 79                           | - US: platyna | Good Kid, m.A.A.d City        |
| 2013                                                      | „Poetic Justice” (gościnnie: Drake)                      | 26                           | 8                            | 6                            | —                            | —                            | —                            | —                            | —                            | - US: 2x platyna | Good Kid, m.A.A.d City        |
| 2013                                                      | „Bitch, Don't Kill My Vibe”                              | 32                           | 9                            | 7                            | —                            | —                            | —                            | —                            | 178                          | - UK: srebro - US: 4x platyna | Good Kid, m.A.A.d City        |
| 2014                                                      | „i”                                                      | 39                           | 11                           | 8                            | 48                           | 61                           | 68                           | 31                           | 20                           | - UK: srebro - US: platyna | To Pimp a Butterfly           |
| 2015                                                      | „The Blacker the Berry”                                  | 66                           | 25                           | 16                           | —                            | —                            | —                            | —                            | 83                           | - US: złoto | To Pimp a Butterfly           |
| 2015                                                      | „King Kunta”                                             | 58                           | 20                           | 11                           | 32                           | 52                           | 80                           | 24                           | 56                           | - AUS: platyna - BEL: złoto - DAN: złoto - UK: srebro - US: platyna | To Pimp a Butterfly           |
| 2015                                                      | „Alright”                                                | 81                           | 24                           | 20                           | —                            | —                            | —                            | —                            | 109                          | - US: platyna - POL: złoto | To Pimp a Butterfly           |
| 2015                                                      | „These Walls” (gościnnie: Bilal, Anna Wise i Thumdercat) | 94                           | 34                           | 25                           | —                            | —                            | —                            | —                            | 77                           | | To Pimp a Butterfly           |
| 2016                                                      | „Levitate”                                               | 90                           | 27                           | 16                           | —                            | —                            | 197                          | —                            | 93                           | | Untitled Unmastered           |
| 2017                                                      | „Humble”                                                 | 1                            | 1                            | 1                            | 2                            | 2                            | 11                           | 1                            | 6                            | - AUS: 5x platyna - BEL: platyna - CAN: 7x platyna - DAN: platyna - FRA: platyna - GER: złoto - ITL: 2x platyna - NZL: 3x platyna - POR: 2x platyna - SWI: platyna - UK: platyna - US: 7x platyna - POL: 3x platyna | Damn                          |
| 2017                                                      | „DNA”                                                    | 4                            | 3                            | 2                            | 16                           | 3                            | 39                           | 5                            | 18                           | - DAN: złoto - FRA: złoto - ITL: złoto - UK: srebro - US: 3x platyna - POL: złoto | Damn                          |
| 2017                                                      | „Loyalty” (gościnnie: Rihanna)                           | 14                           | 7                            | 6                            | 20                           | 12                           | 41                           | 15                           | 27                           | - BRA: złoto - CAN: 2x platyna - UK: srebro - US: 2x platyna | Damn                          |
| 2017                                                      | „Love” (gościnnie: Zacari)                               | 11                           | 6                            | 6                            | 29                           | 22                           | 76                           | 24                           | 39                           | - CAN: 3x platyna - UK: srebro - US: 4x platyna - POL: złoto | Damn                          |
| 2018                                                      | „All the Stars” (oraz SZA)                               |                              |                              |                              |                              |                              |                              |                              |                              | - POL: platyna | Black Panther: The Album      |
| 2018                                                      | „Pray for Me” (oraz The Weeknd)                          |                              |                              |                              |                              |                              |                              |                              |                              | - POL: platyna | Black Panther: The Album      |
| 2021                                                      | „Family Ties” (oraz Baby Keem)                           |                              |                              |                              |                              |                              |                              |                              |                              | - POL: złoto | The Melodic Blue              |
| 2022                                                      | „N95”                                                    |                              |                              |                              |                              |                              |                              |                              |                              | - POL: złoto | Mr. Morale & the Big Steppers |
| 2024                                                      | „Like That” (oraz Future, Metro Boomin)                  |                              |                              |                              |                              |                              |                              |                              |                              | - POL: złoto | We Don’t Trust You            |
| 2024                                                      | „Not Like Us”                                            |                              |                              |                              |                              |                              |                              |                              |                              | - POL: platyna | Singel niealbumowy            |
| „—” oznacza, że singiel nie był notowany na danej liście. |                                                          |                              |                              |                              |                              |                              |                              |                              |                              | |                               |

### Z gościnnym udziałem
| Tytuł                     | Rok  | Inni wykonawcy                          | Album                                     |
| ------------------------- | ---- | --------------------------------------- | ----------------------------------------- |
| „The Cypha"               | 2006 | The Game, Ya Boy, Jay Rock, Juice, Dubb | The Black Wall Street Journal Vol. 1      |
| „Goin' Down"              | 2006 | Jay Rock                                | Watts Finest Vol. I                       |
| „Act Tuff"                | 2006 | Jay Rock                                | Watts Finest Vol. I                       |
| „Celebrity Scenarios"     | 2006 | Jay Rock                                | Watts Finest Vol. I                       |
| „Tell Yo Momma"           | 2006 | Jay Rock                                | Watts Finest Vol. I                       |
| „Watts Boyz"              | 2006 | Jay Rock, Emjae                         | Watts Finest Vol. I                       |
| „Grillz"                  | 2006 | Jay Rock, Lea, Bash, Punch              | Watts Finest Vol. I                       |
| „U Already Know"          | 2006 | Jay Rock, Emjae                         | Watts Finest Vol. I                       |
| „Gotta Have Heart"        | 2006 | Jay Rock, Big Wy                        | Watts Finest Vol. II: The Nickerson Files |
| „U Ain't Sayin' Nothin' " | 2006 | Jay Rock, AJ, Lil Louie                 | Watts Finest Vol. II: The Nickerson Files |
| „Put That Gun Up"         | 2006 | Jay Rock, Carl Ray                      | Watts Finest Vol. II: The Nickerson Files |
| „La Shit"                 | 2006 | Jay Rock                                | Watts Finest Vol. II: The Nickerson Files |
| „Tell Yo Momma" (Remix)   | 2006 | Jay Rock, Snoop Dogg                    | Watts Finest Vol. II: The Nickerson Files |